# McLaren MP4/10
McLaren MP4/10 je McLarnov dirkalnik Formule 1, ki je bil v uporabi v sezoni 1995, ko so z njim dirkali Mark Blundell, Nigel Mansell, Mika Häkkinen in Jan Magnussen. Häkkinen je dosegel dve najboljši uvrstitvi moštva z drugima mestoma na Velikih nagradah Italije in Japonske, ostalim dirkačem pa se višje od četrtega mesta ni uspelo uvrstiti. Ob koncu sezone je moštvo zasedlo peto mesto v konstruktorskem prvenstvu z 30-imi točkami. 

## Popolni rezultati Formule 1
(legenda) (Odebeljene dirke pomenijo najboljši štartni položaj)
| Leto | Moštvo  | Motor        | Gume | Dirkači       | 1   | 2   | 3   | 4   | 5   | 6   | 7   | 8   | 9   | 10  | 11  | 12  | 13  | 14  | 15  | 16  | 17  | Toč | Prv |
| ---- | ------- | ------------ | ---- | ------------- | --- | --- | --- | --- | --- | --- | --- | --- | --- | --- | --- | --- | --- | --- | --- | --- | --- | --- | --- |
| 1995 | McLaren | Mercedes V10 | G    |               | BRA | ARG | SMR | ŠPA | MON | KAN | FRA | VB  | NEM | MAD | BEL | ITA | POR | EU  | PAC | JAP | AVS | 30  | 4.  |
| 1995 | McLaren | Mercedes V10 | G    | Mark Blundell | 6   | Ret |     |     | 5   | Ret | 11  | 5   | Ret | Ret | 5   | 4   | 9   | Ret | 9   | 7   | 4   | 30  | 4.  |
| 1995 | McLaren | Mercedes V10 | G    | Nigel Mansell |     |     | 10  | Ret |     |     |     |     |     |     |     |     |     |     |     |     |     | 30  | 4.  |
| 1995 | McLaren | Mercedes V10 | G    | Mika Häkkinen | 4   | Ret | 5   | Ret | Ret | Ret | 7   | Ret | Ret | Ret | Ret | 2   | Ret | 8   | Inj | 2   | DNS | 30  | 4.  |
| 1995 | McLaren | Mercedes V10 | G    | Jan Magnussen |     |     |     |     |     |     |     |     |     |     |     |     |     |     | 10  |     |     | 30  | 4.  |